# Ivan Šarić (šahist)
Ivan Šarić (Split, 17. kolovoza 1990.), hrvatski šahist, velemajstor i bivši prvak Europe. U studenom 2018. postao prvi Hrvat koji je prešao granicu od 2700 live rejting bodova te u ožujku 2019. postao prvi Hrvat koji je prešao granicu od 2700 rejting bodova. Postao je velemajstor s 18 godina što je hrvatski rekord.
Imao je 2703 ELO rejting bodova što ga je činilo 39. igračem svijeta. To je bio dosada najviši rejting bilo kojeg hrvatskog šahista u povijesti. 

## Uspjesi
2007. godine postao je europski šahovski prvak u kategoriji do 18 godina.
2007. godine postaje međunarodni majstor.
2008. godine postaje velemajstor.
U Vijetnamu 2008. godine osvojio je naslov svjetskog šahovskog prvaka do 18 godina.  U neizvjesnoj borbi do kraja pobijedio je na turniru s 8 bodova u 11 partija, ostvarivši 6 pobjeda, 4 remija i jedan poraz. Član je Šahovskog kluba „Petar Sedlar – Pepe“ iz Kaštela, a koji igra za riječku „Liburniju“.
Iste godine u Rijeci pobjeđuje na otvorenom međunarodnom turniru "Mediteran 2017".
S reprezentacijom Hrvatske osvojio "Mitropa kup".
Pojedinačni prvak Hrvatske 2009. godine.
U ožujku 2010. g. imao je 2607 ELO bodova prema FIDE.
U veljači 2014. godine dostiže svoj rekordan rejting od 2661 ELO bodova prema FIDE te postaje 88. igrač u svijetu. Niti jedan igrač u povijesti Republike Hrvatske nije imao tako visok rejting.  
U pretposljednjem, desetom kolu 41. šahovske olimpijade u Tromsöu, 12. kolovoza 2014., Ivan Šarić pobijedio je Magnusa Carlsena, koji je tada bio svjetski prvak i prvi igrač svijeta. Muška reprezentacija Hrvatske u dramatičnom je meču pobijedila Norvešku, koju predvodi aktualni svjetski prvak Magnus Carlsen, s 3,5-0,5.
U ožujku 2018. na 19. europskom šahovskom prvenstvu u Gruziji, osvaja titulu europskog prvaka, postavši tako drugi Hrvat koji je osvojio to prvenstvo. Mladi je velemajstor imao 8.5 od mogućih 11 bodova.

## ŠK Liburnija
Dugo je bio član ŠK Liburnija iz Rijeke od 2008. do 2024. godine kada prelazi u svoj matični klub ŠK Mornar iz Splita. 

## Pojedinačno prvenstvo Hrvatske 2009. godine
Na pojedinačnom prvenstvu Hrvatske 2009. godine osvojio je prvo mjesto.

## Pojedinačno prvenstvo Hrvatske 2013. godine
Na pojedinačnom prvenstvu Hrvatske 2013. godine osvojio je prvo mjesto.

## Pojedinačno prvenstvo Hrvatske 2017. godine
Podijelio 2. i 3. mjesto na prvenstvu Hrvatske 2017. s Hrvojem Stevićem.

## Europsko prvenstvo 2010. godine
Na 11. Europskom pojedinačnom prvenstvu u šahu za muškarce i žene održanom 2010. g. u Rijeci, Šarić je osvojio 6 bodova od mogućih 11 i plasirao se na 178 mjesto. Time nije ostvario očekivani uspjeh jer je bio 88. nositelj. U borbi sa slabije rangiranim igračima, postigao je 5 pobjeda, 2 remija i 4 poraza.

## Europsko prvenstvo 2014. godine
Na pojedinačnom prvenstvu Europe za muškarce osvojio je 8 od mogućih 11 bodova te se plasirao na 8. mjesto.

## Europsko prvenstvo 2018. godine
Na pojedinačnom prvenstvu Europe za muškarce u Batumiju osvojio je 8,5 od mogućih 11 bodova te je osvojio naslov europskog prvaka. To je drugi naslov europskog prvaka za hrvatski šah, a prvog je osvojio Zdenko Kožul u Turskoj 2006. Do naslova je stigao sa 7 pobjeda i 3 remija i tek jednim porazom. Očekivani rezultat nadmašio je za dva boda.

## Turniri
Izniman rezultat ostvario je na "Wijk ann Zee - Tata Steel Chess" turniru koji je trajao od 10. 01. do 26. 01. 2014. godine, gdje je na "Tata Steel Challengers" osvojio 1. mjesto s 10 bodova iz 13 partija bez ijednog poraza.

## Vanjske poveznice
- Svjetski juniorski prvak prvak-kratak intervju u Slobodnoj Dalmaciji
- Osvajanje titule prvaka svijeta u "24 sata"  Arhivirana inačica izvorne stranice od 21. listopada 2010. (Wayback Machine)